# Abdelghani Aouamri
 (août 2021).
Pour les articles homonymes, voir Aouamri.
Abdelghani Aouamri (en arabe : عبد الغاني عوامري) est un footballeur algérien né le 6 février 1977 à El Fedjoudj dans la wilaya de Guelma. Il évoluait au poste d'avant-centre. Après sa carrière de joueur, il se reconvertit en entraîneur.

## Biographie

### Carrière de joueur
Il évolue en première division algérienne avec les clubs, du CA Batna, de l'USM Annaba et de l'US Biskra. Il dispute 53 matchs en inscrivant cinq buts en Ligue 1.

### Carrière d'entraîneur
Abdelghani Aouamri commence sa carrière d'entraîneur en devenant entraîneur assistant de Chérif Hadjar à l'Olympique de Médéa.

## Palmarès
Olympique de Médéa
- Championnat d'Algérie D2 (1) :
  - Champion : 2019-20.